# Sel de la Fuente
La Sel de la Fuente es una pradería alpina de la Sierra de Híjar, en la provincia de Palencia. Es zona de pastos estivales inmemorial, donde descansa y se alimenta la cabaña vacuna y caballar del valle de Redondo (San Juan de Redondo y Santa María de Redondo) y de Brañosera. Es además majada de los rebaños trashumantes de borregas extremeñas.

## Situación

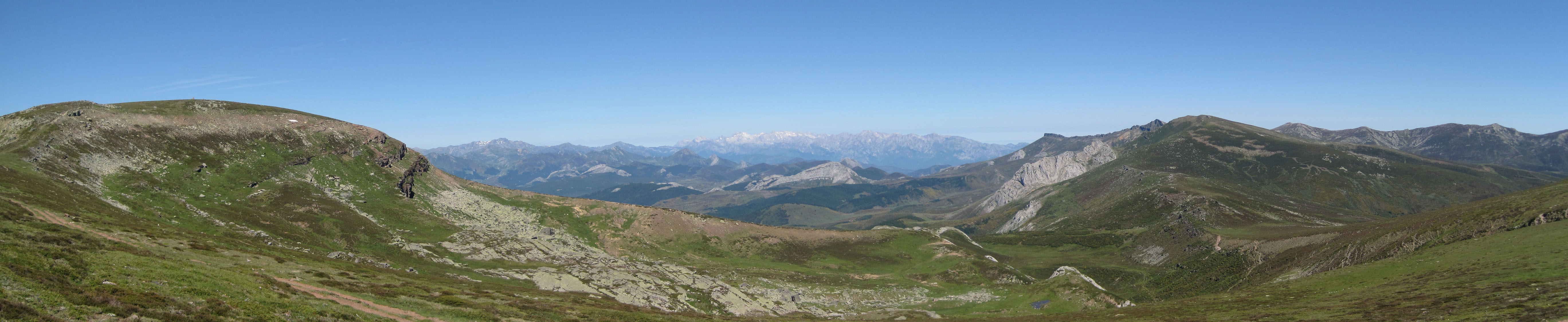
Panorámica del Circo de Covarrés y Sel de la Fuente, desde el Alto de Canalejas. A la izquierda se aprecia la torre de la cumbre del Valdecebollas. En término medio aparece la Peña de las Agujas, más atrás, Peña Labra y Pico Tres Mares, y al fondo, los Picos de Europa. En la derecha se aprecia el collado del Sel de la Fuente, en la divisoria del Híjar.

Se encuentra en la vertiente sur de la sierra, lindante con su divisoria, donde hay un collado del mismo nombre (o Collado Pando) que comunica La Pernía con el valle del Híjar y de Campoo.

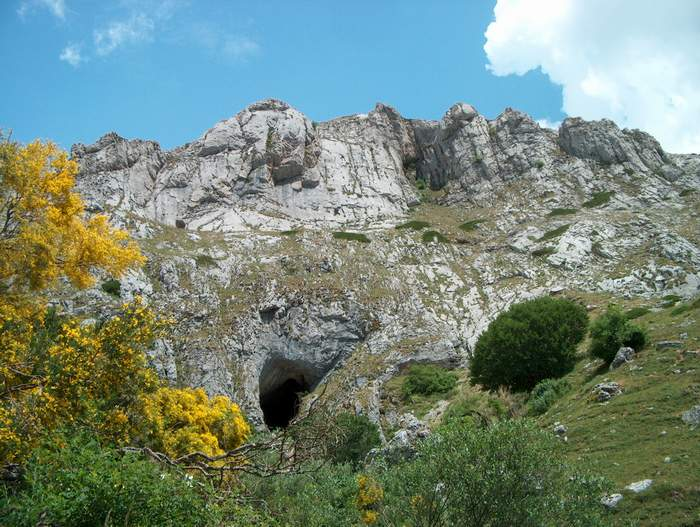
Calizas en las que se abre la Cueva del Cobre para dejar salir el agua del Sel de la Fuente.

Pertenece a la cuenca alta del Pisuerga, y está rodeado por un sistema de cuencas glaciares (Valdecebollas - Covarrés) que recolectan el agua de manantiales y deshielo para conducirlas hasta un sumidero de caliza carbonífera donde desaparecen, para resurgir tres kilómetros más abajo, en la Cueva del Cobre con el nombre de Río Pisuerga